# Studia litteraria
Studia litteraria je zbirka monografij in tematskih zbornikov, ki jih izdaja Inštitut za slovensko literaturo in literarne vede. Pokriva področje slovenske in primerjalne literarne vede: od temeljnih opredelitev literature in njenih razmerij z drugimi družbenimi in umetnostnimi področji prek raziskav posameznih literarnih zvrsti, oblik, smeri in obdobij do kritičnih predstavitev novih tokov in problemov literarne vede. Zbirka s prvo izdajo leta 2004 trenutno šteje 27 enot.
| Leto | Naslov                                                                                                  | Urednik ali avtor                     | COBISS   | ISBN                                          |
| ---- | --- | ------------------------------------- | -------- | --------------------------------------------- |
| 2021 | Razprave o sodobni slovenski literaturi                                                                 | Varja Balžolorsky Antić               | (COBISS) | ISBN 978-961-05-0542-6                        |
| 2020 | Literarna večjezičnost v slovenskem in avstrijskem kontekstu                                            | Alenka Koron Andrej Leben             | (COBISS) | ISBN 978-961-05-0440-5                        |
| 2019 | Lirski subjekt. Rekonceptualizacija                                                                     | Varja Balžolorsky Antić               | (COBISS) | ISBN 978-961-05-0153-4                        |
| 2018 | Slovenska literarna veda od Trubarja do druge svetovne vojne                                            | Darko Dolinar                         | (COBISS) | ISBN 978-961-05-0131-2                        |
| 2016 | Stanko Vraz in nacionalizem : od narobe Katona do narobe Prešerna                                       | Andraž Jež                            | (COBISS) | ISBN 978-961-254-942-8                        |
| 2016 | Kulturni svetniki in kanonizacija                                                                       | Bojan Baskar                          | (COBISS) | ISBN 978-961-254-931-2                        |
| 2016 | Christopher Marlowe, kanonični odpadnik                                                                 | Andrej Zavrl                          | (COBISS) | ISBN 978-961-254-885-8                        |
| 2016 | Prostori slovenske književnosti                                                                         | več avtorjev u. Marko Juvan           | (COBISS) | ISBN 978-961-254-866-7                        |
| 2014 | Sodobna teorija pripovedi                                                                               | Alenka Koron                          |          |                                               |
| 2012 | Svetovne književnosti in obrobja                                                                        | Morana Čale - Knežević u. Marko Juvan | (COBISS) | ISBN 978-961-254-398-3 ISBN 978-961-05-0401-6 |
| 2012 | Slovenska kratka proza 1919–1929                                                                        | Gregor Kocijan                        | (COBISS) | ISBN 978-961-254-370-9                        |
| 2011 | Minimalizem in sodobna slovenska proza                                                                  | Andreja Perić Jezernik                | (COBISS) | ISBN 978-961-254-295-5                        |
| 2011 | Avtobiografski diskurz : teorija in praksa avtobiografije v literarni vedi, humanistiki in družboslovju | Alenka Koron Andrej Leben             | (COBISS) | ISBN 978-961-254-263-4 ISBN 978-961-05-0386-6 |
| 2010 | Zoisova literarna republika: Vloga pisma v narodnih prerodih Slovencev in Slovanov                      | Luka Vidmar                           | (COBISS) | ISBN 978-961-254-231-3 ISBN 978-961-05-0399-6 |
| 2010 | Razumevanje jezikov književnosti                                                                        | Ivan Verč                             | (COBISS) | ISBN 978-961-254-214-6                        |
| 2009 | Renesansa alegorije: Alegorija, simbol, fragment                                                        | Jelka Kernev Štrajn                   | (COBISS) | ISBN 978-961-254-119-4                        |
| 2008 | Lirski cikel v slovenski poeziji 19. in 20. stoletja                                                    | Vita Žerjal Pavlin                    | (COBISS) | ISBN 978-961-254-097-5 ISBN 978-961-05-0302-6 |
| 2008 | Primerjalna književnost v 20. stoletju in Anton Ocvirk                                                  | Darko Dolinar Marko Juvan             | (COBISS) | ISBN 978-961-254-089-0 ISBN 978-961-05-0310-1 |
| 2007 | Primerjalna književnost na prelomu tisočletja: Kritični pregled                                         | Tomo Virk                             | (COBISS) | ISBN 978-961-254-044-9                        |
| 2007 | Kitične oblike v starejši slovenski posvetni poeziji                                                    | Peter Svetina                         | (COBISS) | ISBN 978-961-254-029-6 ISBN 978-961-05-0297-5 |
| 2007 | Slovenski pisatelj: Razvoj vloge literarnega proizvajalca v slovenskem literarnem sistemu               | Marijan Dović                         | (COBISS) | ISBN 978-961-254-028-9 ISBN 978-961-05-0320-0 |
| 2007 | Slovenska recepcija Émila Zolaja (1880–1945)                                                            | Tone Smolej                           | (COBISS) | ISBN 978-961-254-015-9                        |
| 2005 | Slovenski literarni prevod (1550–2000)                                                                  | Majda Stanovnik                       | (COBISS) | ISBN 961-6568-11-6                            |
| 2005 | Nova zaveza in slovenska literatura                                                                     | Vid Snoj                              | (COBISS) | ISBN 961-6568-06-X                            |
| 2005 | Znanstvene izdaje in elektronski medij: Razprave                                                        | Matija Ogrin                          | (COBISS) | ISBN 961-6568-00-0 ISBN 978-961-05-0331-6     |
| 2004 | Sistemske in empirične obravnave literature                                                             | Marijan Dović                         | (COBISS) | ISBN 961-6500-57-0                            |
| 2004 | Literarna kritika: Termin, geneza, teorija                                                              | Drago Šega                            | (COBISS) | ISBN 961-6500-56-2                            |